# Rampog macan
Vous lisez un « bon article » labellisé en 2014.

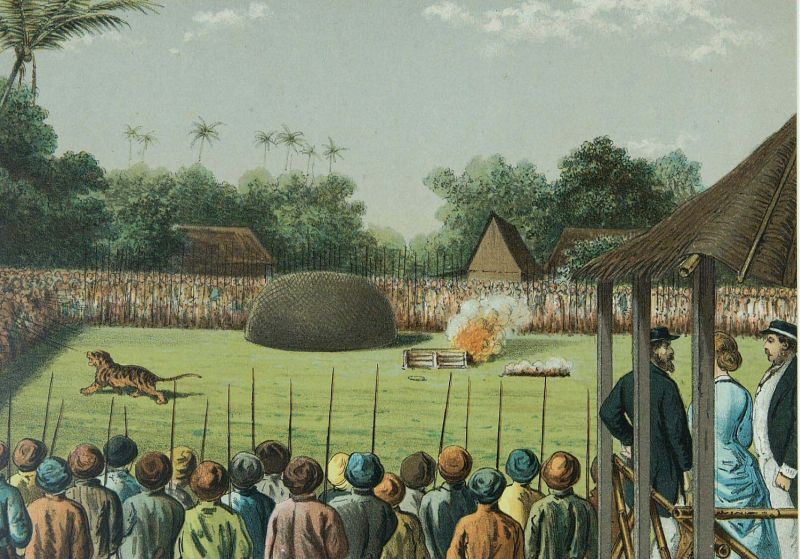
Lithographie d'un rampog macan au milieu du XIXe siècle.

Le rampog macan, également écrit rampok macan, est une cérémonie sacrificielle javanaise ayant eu cours du XVIIe siècle au début du XXe siècle. À l'origine réalisé dans l'alun-alun des cours royales javanaises, le rampog macan était constitué de deux parties : le sima-maesa, un combat dans une cage entre un buffle domestique et un tigre, et le rampogan sima, où plusieurs tigres étaient positionnés au sein d'un cercle d'hommes armés de piques et mouraient en tentant de s'échapper.
Se déroulant en un emplacement à symbolique forte, l'alun-alun, et utilisant des animaux à symbolique très forte dans la culture d'Asie du Sud-Est (le tigre et le buffle), le rampog macan est une cérémonie dont l'interprétation culturelle est riche. Vu comme l'élimination du mal par les observateurs européens, le rampog macan symbolise plus probablement la lutte victorieuse du souverain contre le chaos que représente le tigre, et la purification du royaume tout entier.
Au cours du XVIIIe siècle ou du XIXe siècle, la symbolique rituelle du rampog macan s'affaiblit et la cérémonie devient peu à peu un spectacle ou une festivité. Attribut de la royauté javanaise, il a été utilisé par la noblesse de robe, les priyayi, pour montrer sa richesse et son pouvoir vis-à-vis de la noblesse princière. Le rampog macan a également été perçu comme la lutte politique symbolique entre la compagnie néerlandaise des Indes orientales et les autorités de Java.

## Description

### Historique

Les rampog macan ont eu lieu sur l'île de Java.

À Java, les souverains ont rarement participé à des chasses au tigre et n'ont jamais tué directement un félin. Les rituels tels que le rampog macan remplacent ces activités de chasse. Il prend place uniquement sur l'île de Java, dans les cours royales et dans quelques régions centrales. Les preuves de son existence s'étalent de 1605 à 1906. Il est d'abord réalisé pour fêter la fin du jeûne du Ramadan, au moins dans les royaumes de Surakarta et de Yogyakarta, puis les observations plus tardives montrent une réalisation plus fréquente du rituel.
Des témoignages de combats de tigres contre des buffles ou des éléphants sont rapportés durant le XVIe siècle et le XVIIe siècle dans toute l'Asie du Sud-Est, notamment au Viêt Nam, en Thaïlande ou au Laos. Le rampog macan ne peut donc pas être vu comme une cérémonie d'inspiration strictement javanaise. Deux témoignages dans l'île de Java, un en 1650 et l'autre en 1686, font respectivement état de combats entre deux bovins et entre deux tigres. Cette période pourrait être un moment d'expérimentation, lorsque le rituel n'était pas encore fixé.
Le premier témoignage au rampog macan venant d'une source indigène est la Babad Tanah Jawi (« Chronique de la terre de Java »), datée des années 1700, lorsque le sunan Amangkurat II, souffrant d'une paralysie des jambes, organise une grande cérémonie. Les premières allusions au rampogan sima datent de 1620 et 1700, toutefois, la première vraie description revient à François Valentijn vers 1706. Il décrit également ce qu'il appelle une « capture de tigre » et qui ressemble au rampog macan : à l'occasion d'une réunion de la noblesse, des structures sont construites sur un terrain ouvert. Environ 10 000 piqueurs débusquent un tigre afin de l'amener jusqu'au sunan, où le félin se tue, encerclé par les piques. Un ou deux Javanais trouvent généralement la mort lors de cette cérémonie. Les différences sont notables avec les témoignages du XIXe siècle, notamment parce que cette capture n'a pas lieu dans l'alun-alun.
La valeur rituelle du rampog macan s'affaiblit et la cérémonie devient peu à peu une simple festivité, ou un spectacle pour amuser les foules ou les visiteurs de la compagnie néerlandaise des Indes orientales (VOC). La date exacte de cette perte de symbolique est débattue. Elle est parfois placée dès la fin du XVIIIe siècle : en 1791, le rampog macan de la cour de Yogyakarta fait déjà partie d'une série de divertissements à destination d'invités européens. Le déclin est parfois situé plus tardivement, autour des années 1860, lorsqu'il ne se déroule plus dans les cours royales, mais dans celles des régents.
Les derniers rampog macan prennent place dans les villes de Kediri et Blitar au tout début du XXe siècle.

### Déroulement
À l'origine, le rampog macan est composé de deux parties : le sima-maesa, un combat entre un tigre et un bovin, puis le rampogan sima, la confrontation du tigre avec un cercle d'homme armés de piques. Toutefois, la composition du rituel varie au cours des siècles. Au cours du XVIIe siècle, les témoignages des observateurs européens semblent décrire des cérémonies dont le déroulement n'est pas encore fixé. La première partie est signalée pour la première fois à la cour d'Amangkurat Ier (r. 1646-1677) par Rijcklof van Goens, mais elle est dans l'ensemble moins souvent décrite que le rampogan sima. Lorsque le rampog macan perd sa valeur rituelle au cours du XVIIIe siècle ou au milieu du XIXe siècle et quitte les cours royales, la première partie est abandonnée.

#### Lesima-maesa

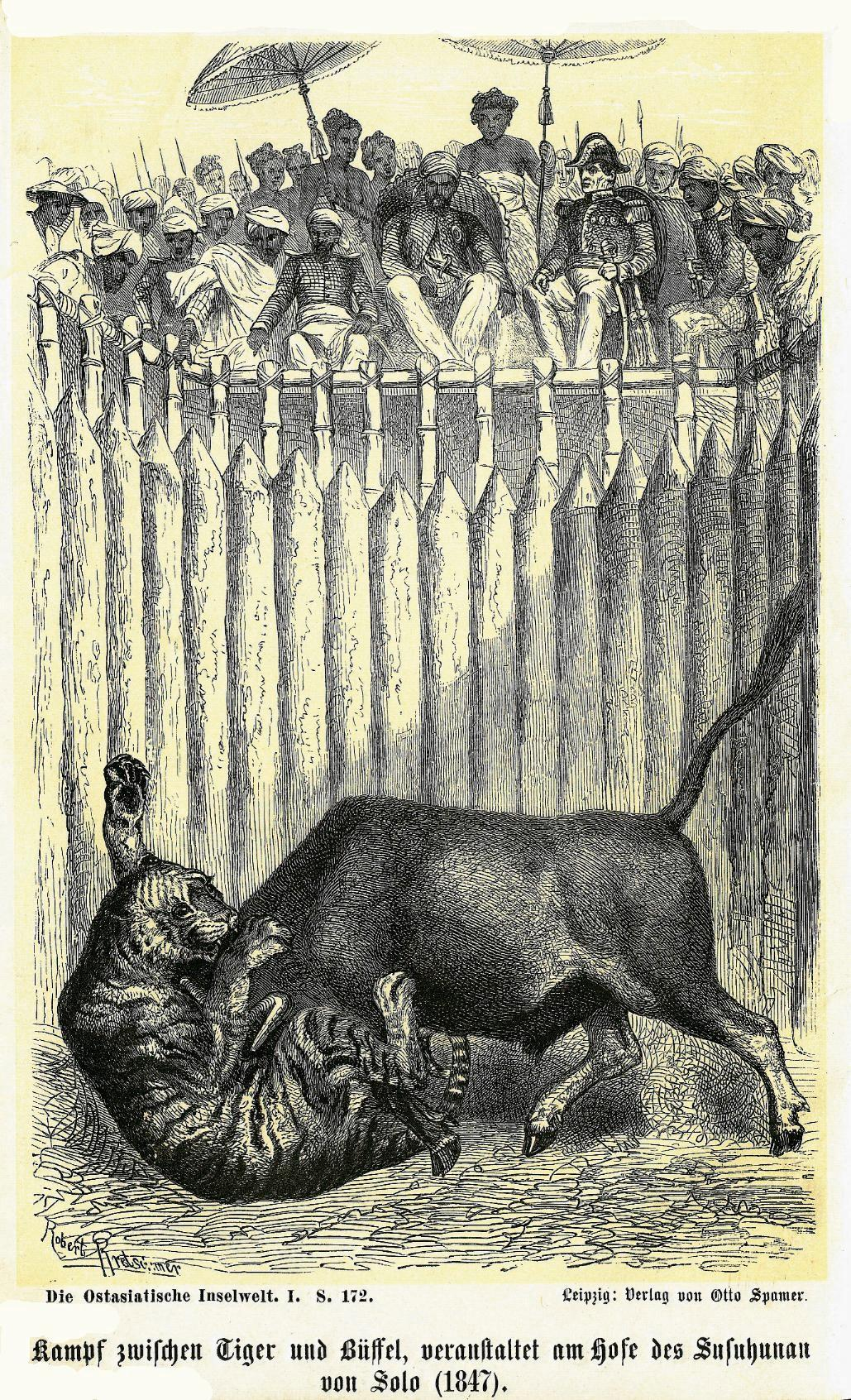
Combat entre un tigre et un buffle à Java. Illustration de 1868.

La première partie, appelée sima-maesa, consiste en un combat entre le tigre et un buffle domestique (Bubalus bubalis) ou, plus rarement, un Banteng (Bos javanicus). Le déroulement de ce combat est décrit de manière similaire par les observateurs européens. Le souverain, qui peut être le sunan du royaume de Surakarta ou le sultan du sultanat de Yogyakarta, arrive entouré de sa garde de femmes âgées et des insignes royaux. Il s'assoit dans un pavillon ouvert appelé pendopo. Avant que le combat ne commence, le souverain adresse des questions rituelles à son premier ministre, le Raden Adipati, notamment au sujet du contentement du peuple et des récoltes du riz. Le combat peut ensuite commencer sous l'ordre du souverain. Le bovin est parqué dans une cage circulaire de bois et de bambou d'environ 3 à 4,5 mètres de diamètre ; il a les cornes blanchies et des guirlandes de fleurs parent son cou et ses cornes. Un tigre est introduit dans la cage. Si dans un premier temps les deux animaux sont surpris, le bovin est généralement le premier à attaquer le tigre. Les témoignages concordent pour dire que dans la plupart des cas, le tigre est perdant. Il peut arriver qu'un tigre trop peu combattif soit remplacé par un autre.
« 
On prépare, dans une vaste arène, une cage circulaire de gros bambous, qui a environ 10 pieds de diamètre et 15 pieds de hauteur ; elle est ouverte en dessus et fortement attachée à la terre. On introduit d'abord le buffle, et ensuite le tigre. Leur première rencontre dans ce lieu resserré est terrible. Le buffle est l'assaillant : il pousse avec violence son antagoniste contre les barreaux, et cherche à l'écraser. Le tigre, redoutant la force du buffle, veut l'éviter ; celui-ci saute adroitement à la gorge ou sur la tête de son adversaire, ce qui prouve dans le tigre des habitudes semblables à celles du chat. On laisse reposer les deux combattants après cette première attaque. M. Crawfurd a vu un buffle écraser un tigre au premier effort. […]
Si le tigre refuse de combattre après ce premier assaut, on l’excite en le piquant avec des bâtons pointus, en l'incommodant par la fumée de la paille, ou en lui jetant de l'eau bouillante.
On excite le buffle en lui versant sur la peau une dissolution de piment (capsicum), ou en le provoquant avec des orties, dont les aiguillons sont tellement brûlants qu'ils feraient naître une fièvre de rage dans l'homme qui en serait piqué. Cette scène cruelle dure environ une demi-heure. Si l'un des deux athlètes est hors de combat, on introduit d'autres combattants.
 »
— Grégoire Louis Domeny de Rienzi, citant un témoignage de John Crawfurd, XIXe siècle.

#### Lerampogan sima

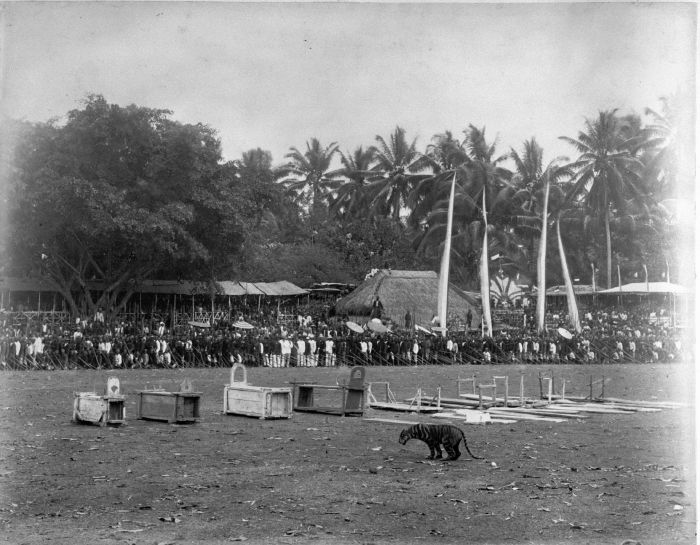
Un tigre devant les cages ouvertes, lors du rampogan sima. Photographie réalisée entre 1870 et 1892 à Blitar.

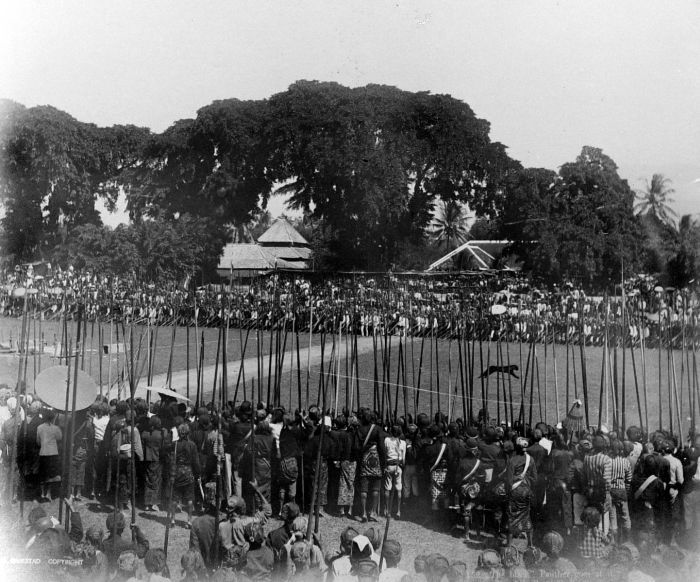
Félin courant dans le cercle formé par le public armé d'épieux. Photographie réalisée entre 1890 et 1925 à Kediri.

La seconde partie confronte des tigres ou des léopards à des milliers d'hommes armés de lances, de piques et d'épieux, dont l'extrémité est parfois empoisonnée. Plusieurs noms sont utilisés dans les sources européennes pour désigner cette partie : le rampogan sima, le rampog macan ou encore le rampok. Deux à trois mille personnes forment un cercle atteignant presque cent mètres de diamètre. Des Chinois et des Néerlandais ont peut-être participé à certaines cérémonies. Trois à quatre rangées de participants entourent les cages des félins, placées en face du souverain, qui monte sur une plateforme à environ 2,5 mètres de haut. Les cages des félins sont entourées de matériaux inflammables. La première rangée de piques est horizontale, la seconde forme un angle tandis que les dernières rangées sont verticales. Sur l'ordre du souverain, trois hommes s'avancent vers les cages en habit de cour et entament des danses et des rituels mettant en exergue le pouvoir du souverain. Lorsque le souverain le demande, un feu est déclenché afin d'ouvrir les cages une à une et de forcer les tigres à en sortir. Ceux-ci sont contraints d'affronter le cercle de piquiers et se tuent contre les lances en tentant de s'échapper.
« 
Lorsque le tigre a survécu, on le destine à périr par le rampok. […] Alors on place des cages remplies de tigres au milieu d'une vaste arène ; des piqueurs forment un carré fort étendu de 4 rangs d'épaisseur. Deux ou trois hommes prennent les ordres du prince, placent des feuilles sèches et tressées devant la porte de chaque cage, qu'ils lèvent, y mettent le feu et se retirent à pas lents, au son de la musique. Aussitôt que le tigre sent le feu, il s'élance et cherche à se faire un passage à travers la fumée qui le repousse. Le féroce animal, attaqué de nouveau, veut s'élancer, et périt sous les piques. Quelquefois il se retire au centre du carré : ce qui arrive presque toujours lorsqu'il a déjà combattu un buffle ; alors le prince désigne six à huit lanciers qui s'avancent de sang-froid, et ne manquent presque jamais de percer le tigre au premier coup.
 »
— Grégoire Louis Domeny de Rienzi, citant un témoignage de John Crawfurd, XIXe siècle.
Si un tigre n'essaie pas de s'échapper du cercle de piques, un petit groupe de six à huit hommes se détachent du cercle pour l'empaler. Il peut arriver qu'un tigre arrive à s'échapper en sautant par-dessus les lances ou en louvoyant entre les participants. Dans ce cas-là, les témoignages diffèrent : les félins sont soit poursuivis et tués, soit laissés en vie car considérés comme sacrés.

### Les félins utilisés

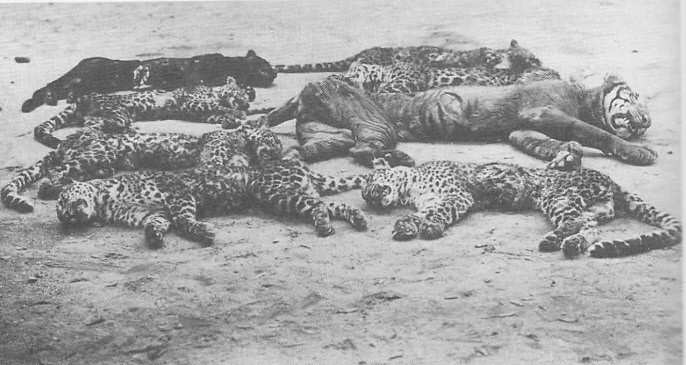
Sept léopards et un tigre tués lors d'un rampog macan vers 1900 à Kediri.

Le rampog macan est souvent réalisé sur des tigres, toutefois, le léopard a également été sacrifié lors de ces rituels. À la fin du XIXe siècle, les observateurs utilisent de plus en plus souvent les termes « léopard » et « panthère » pour désigner le félin sacrifié,. Au tout début du XXe siècle, le palais de Yogyakarta contient encore des cages où sont essentiellement enfermés des léopards, du fait de la rareté du tigre de Java. Un unique combat entre une lionne et un buffle est organisé en 1739 par le sunan Paku Buwana II,.
Le palais du sunan Amangkurat Ier à Plered est le premier édifice pour lequel il existe des preuves de présence permanente de cages pour les tigres. Les capitales de Kartasura, Yogyakarta et Surakarta possèdent également des infrastructures permanentes pour détenir des tigres au moins à partir de 1686. Elles sont toujours placées dans un coin de la cour extérieure nord. Les cages sont suffisamment vastes pour emprisonner plusieurs félins. Au début du XVIIIe siècle, les cages de la cour de Kartasura sont assez grandes pour permettre au sunan Amangkurat III d'y faire enfermer son oncle pangeran Puger et une partie de sa famille. Vers 1850, les cages du palais de Surakarta contiennent entre sept et neuf tigres.
Ces cages permanentes observées dès le XVIIe siècle peuvent indiquer que le rampog macan sous ses différentes formes est un rituel très fréquent. Toutefois, il peut également être interprété comme un symbole du pouvoir royal : les félins sont gardés prisonniers afin de montrer la puissance du sunan ou du sultan face aux forces de la nature représentées par le tigre, le « roi de la forêt ».

## Symbolique

### L'emplacement du rituel
Le rampog macan est mené dans l'alun-alun, une place située entre le kraton, demeure du souverain, et le reste du royaume et qui est très symbolique dans la culture javanaise. Dans l'ensemble de la mythologie de l'Asie du Sud-Est, l'organisation de l'espace doit refléter celle du cosmos. Ainsi, si le centre de l'univers est le Meru, emplacement du paradis d'Indra, le centre magique du royaume prend la forme d'une montagne ou plus fréquemment d'un arbre de vie : le banian (appelé waringin) situé au centre de l'alun-alun. Ce centre magique, représentant l'ensemble du royaume, est interprété comme le point de rencontre entre le ciel et le monde souterrain ou encore entre Shiva et Vishnou. L'alun-alun est non seulement le centre du royaume, mais également celui de l'univers tout entier. En son centre se tient le souverain.
Par ailleurs, en plus de cette organisation spatiale, la mythologie javanaise comprend le concept de kesakten, une puissance cosmique considérée comme le principe vital de l'univers. Animant le monde entier, le kesakten se manifeste en l'homme comme son âme. Selon la mythologie javanaise, tant que le souverain est capable de redistribuer le kesakten depuis l'alun-alun, le royaume sera prospère et le peuple vivra dans l'harmonie. Le souverain est donc vu comme le reflet ou l'incarnation d'une divinité telle que Shiva, Vishnou puis plus tard Allah.

### Les animaux du rituel

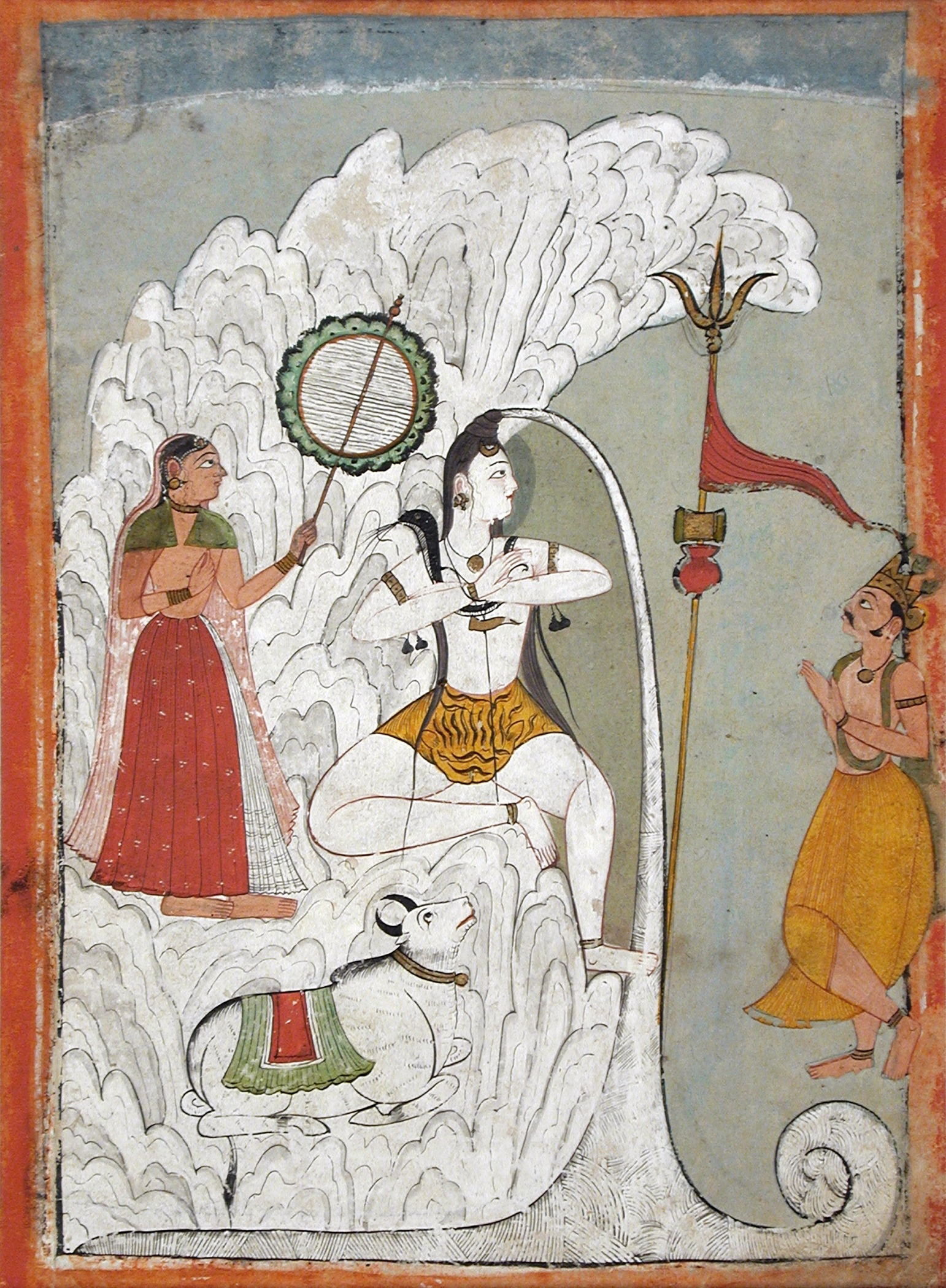
Shiva est associé au buffle qu'il monte et au tigre dont il revêt la peau.

Le tigre et le buffle utilisés lors du rampog macan sont deux animaux de symbolique forte. Tigre et buffle sont tous les deux associés à Shiva, et par cette divinité à la royauté et à la récolte du riz.

#### Le tigre
Le tigre est à l'origine un félin largement répandu en Asie du Sud-Est. Habitant des lisières de forêts, le tigre occupe une niche écologique similaire à celle de l'humain. Les vestiges archéologiques des deux espèces sont entremêlés dès la fin du Pléistocène, en association étroite avec les proies qu'ils chassent tous les deux. Ces interférences sont encore d'actualité aujourd'hui : lorsque l'homme défriche des forêts pour établir champs et habitations, il crée un nouvel habitat pour le tigre. Les champs attirent cochons et cervidés, proies favorites du félin et espèces nuisibles pour les cultures. Dans le même temps, un manque de proies (généralement dues à une chasse trop intensive de la part de l'homme) conduit le tigre à se rabattre sur le bétail. Relevant à la fois de la symbiose et de la compétition, la relation ambigüe entre l'humain et le tigre constitue le fondement de la charge symbolique du félin.
Les légendes et croyances d'Asie du Sud-Est confèrent au tigre une origine humaine. Dans les histoires javanaises, le tigre est appelé nenek (« grand-parent »), datuk (« grand-père ») ou guda (« secret, caché »), car le félin, en raison de son origine humaine, comprendrait le langage javanais, et utiliser le mot « tigre » dans la forêt risquerait donc de l'attirer. Ces termes soulignent la relation familiale entre le tigre et l'homme, mais également son côté mystérieux. Le tigre est également associé à la royauté javanaise et au point cardinal Nord ; c'est au nord de l'alun-alun que se déroule le rituel.

#### Le buffle
Le buffle est associé au point cardinal Sud et à Yama, le dieu hindou de la mort. il représente la purification, mais également la maladie et la mort. Tout comme le tigre, le buffle a de fortes connexions avec l'âme humaine : dans toute l'Asie du Sud-Est en général, le buffle est le véhicule de l'âme humaine dans l'au-delà. C'est un animal au service de la communauté, servant notamment au labour, et traçant symboliquement les limites du royaume. Comme le tigre, il est lui aussi un animal ambigu, puisqu'il est passé de l'état sauvage à l'état de servitude.

### La symbolique d'origine

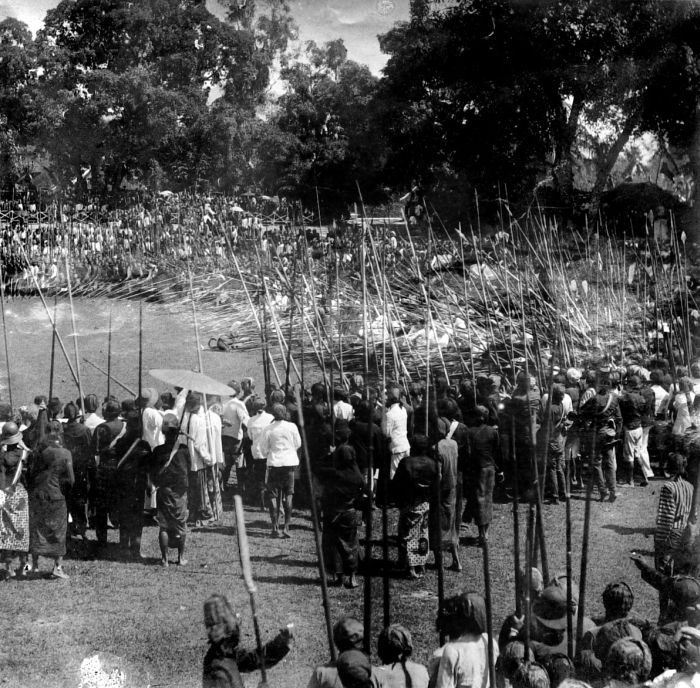
La mise à mort du tigre a été interprétée comme l'exécution du Mal. Photographie d'un rampog macan au tout début du XXe siècle.

En 1938, Pigeaud interprète la cérémonie comme l'exécution d'un animal malfaisant sous les ordres du souverain. La mise à mort est assumée collectivement par la population javanaise afin d'éviter que l'âme du tigre se venge aux dépens d'un individu particulier. La mort peut même être considérée comme un suicide, puisque c'est le tigre lui-même qui se jette sur les épieux. La solennité de la cérémonie reflèterait son caractère sacré. Par ailleurs, le rampog macan faisait partie d'un ensemble de célébrations mené par le pouvoir central javanais à l'occasion de la fin du ramadan et du début du nouvel an musulman.
En dehors du caractère sacré de la cérémonie, son but serait de punir le tigre des ravages qu'il perpétue sur la population et le bétail. Selon Hope en 1958, le tigre est un animal craint et haï qui ne peut être tué qu'une fois par an, durant l'Idul Fitri. Toutefois, les recherches actuelles semblent atténuer cette idée première de revanche sur le tigre. Bien que le tigre soit perçu comme un animal dangereux par la population, il n'est pas considéré comme malfaisant par essence. Par exemple, lorsqu'un tigre s'attaque au bétail, il n'y a nulle mention du mal qu'il est censé représenter. Le combat entre le buffle et le tigre peut représenter la confrontation entre deux aspects de l'âme humaine. Le tigre est sauvage, étranger à la cité, dangereux, mais également associé à la santé et au salut. Le buffle est domestiqué, interne à la cité, utile mais également associé à la mort et à la maladie. Les qualités et défauts des deux entités se complètent et s'opposent. Toutefois, la symbolique du tigre est plus négative. Le buffle et les piqueurs représentent la communauté qui détruit symboliquement le chaos. Selon Robert Weissing, le rampog macan peut donc être vu, à l'origine, comme une purification de l'alun-alun et symboliquement du royaume et du souverain. Une autre interprétation est la lutte victorieuse du pouvoir royal javanais représenté par le buffle contre le chaos, le monde souterrain et les forces chthoniennes représentés par le tigre.

### Les interprétations plus tardives

#### Le symbole du pouvoir royal

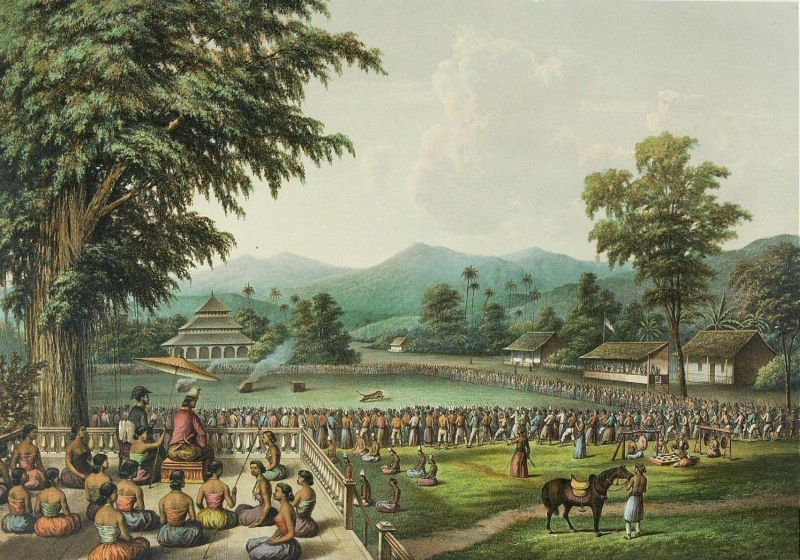
L'organisation d'un rampog macan était à l'origine un privilège royal. On distingue au premier rang des notables javanais dans cette lithographie de 1876.

Le rampog macan s'inscrit dans l'économie rituelle ou festive des palais et fait partie des privilèges du souverain. Les priyayi, qui constituent une noblesse de robe, sont tous conviés à cette cérémonie princière. Ils sont placés selon l'ordre protocolaire en vigueur, derrière les princes (pangeran), et doivent être habillés selon leur rang. Le rituel est le privilège du souverain jusqu'au début du XIXe siècle, lorsque la cérémonie commence à être déplacée hors de la cour royale : en 1824, un rampog macan est organisé dans le Preanger puis plusieurs villes provinciales organisent à leur tour leur rampog macan : Madiun (1832), Cilacap (1858), Kediri et Blitar (1884). En 1862, le rituel est même mis en œuvre par des Néerlandais à Palembang sur l'île de Sumatra. Ce glissement d'autorité du roi aux priyayi est révélateur de la volonté de changement protocolaire consécutive à l'arrivée des Néerlandais dans les cours javanaises. Ce symbole du pouvoir royal passe dans les mains de la noblesse de robe, les priyayi, alliée au pouvoir néerlandais. Ainsi, selon Romain Bertrand, en organisant des rampog macan et des chasses au tigre, les priyayi « revendiquaient une entière maîtrise du répertoire ascétique du politique, tout en rivalisant avec les centres dynastiques dans le domaine des fastes rituels et de la protection bienveillante du petit peuple. ».

#### La lutte contre le colonisateur
Le sima-maesa, la première partie du rampokan, est le plus communément envisagé comme un combat symbolique entre les forces javanaises (le buffle) et néerlandaises (le tigre),. Le tigre figure en effet sur le blason de la compagnie néerlandaise des Indes orientales. Ce symbole de résistance politique est en général une vision européenne du rampog macan et aucune source javanaise directe ne la confirme : cette hypothèse est plutôt validée par des faits et témoignages. Par exemple, le Mangkubumi de Yogyakarta est très amusé par un sima-maesa durant lequel deux tigres « néerlandais » se sont entretués devant le Banteng « javanais » ou encore, en 1709, le susuhunan de Mataram, en présence d'un représentant de la compagnie, arrête un combat tournant en faveur du tigre. Il s'agit bien entendu d'une accrétion du sentiment anti-colonial de la société javanaise, et non pas de la symbolique originelle.
Le tigre est un habitant de la forêt, considérée comme dangereuse et mystérieuse, qui vient épisodiquement « envahir » les villages et les villes, lieux de la civilisation, de la sécurité et de la connaissance. La comparaison avec les colons néerlandais, éléments perturbateurs de la société javanaise, est aisée.